# Chiesa di Santa Maria della Passione
La chiesa di Santa Maria della Passione è una chiesa parrocchiale cattolica di Milano.
Fa da sfondo scenografico alla via della Passione, sita poco lontano da San Pietro in Gessate e dal palazzo di giustizia, ed è uno dei più bei monumenti del tardo Rinascimento milanese.

## Storia

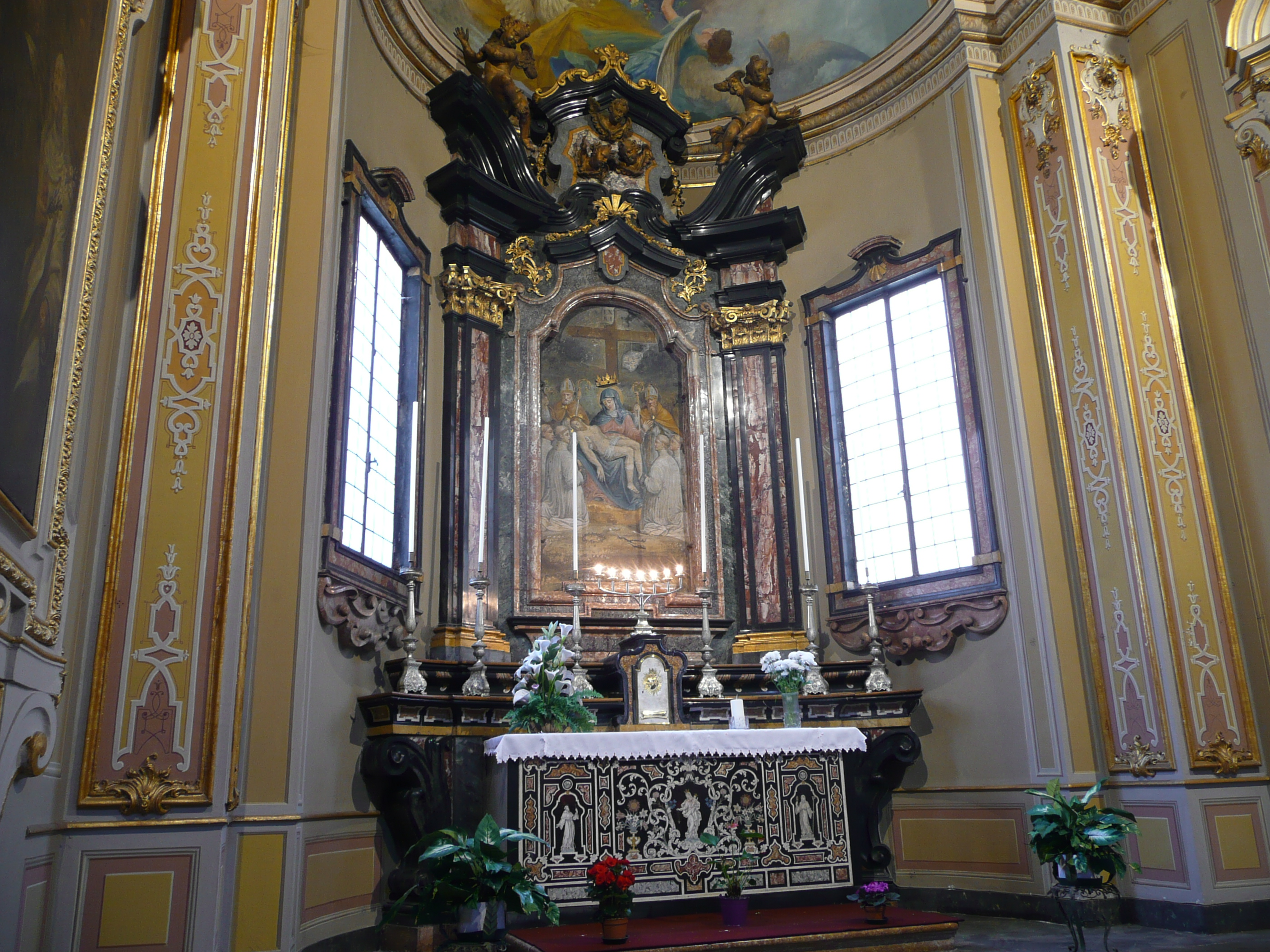
Dipinto di Santa Maria della Passione, nella cappella dell'Addolorata, a cui deve il nome la chiesa.

La prima parte ad essere costruita fu quella terminale, costituita da un tiburio ottagonale cui erano collegate otto cappelle, alternativamente a pianta semicircolare o rettangolare (1486). Il primitivo impianto forse concepito da Giovanni Antonio Amadeo, ma realizzato da Giovanni Battagio, era quindi centralizzato, come in molti santuari mariani della Lombardia rinascimentale.
Di seguito Cristoforo Lombardo, detto il Lombardino edificò il tiburio, con le sue consuete e sobrie linee classicistiche.
Dal 1573, su istanza di Carlo Borromeo, l'edificio fu trasformato in un impianto longitudinale, più adatto alla predicazione. Furono così aggiunte le navate, ad opera di Martino Bassi e la facciata barocca (XVII secolo).

## Descrizione

### Esterno

#### Facciata

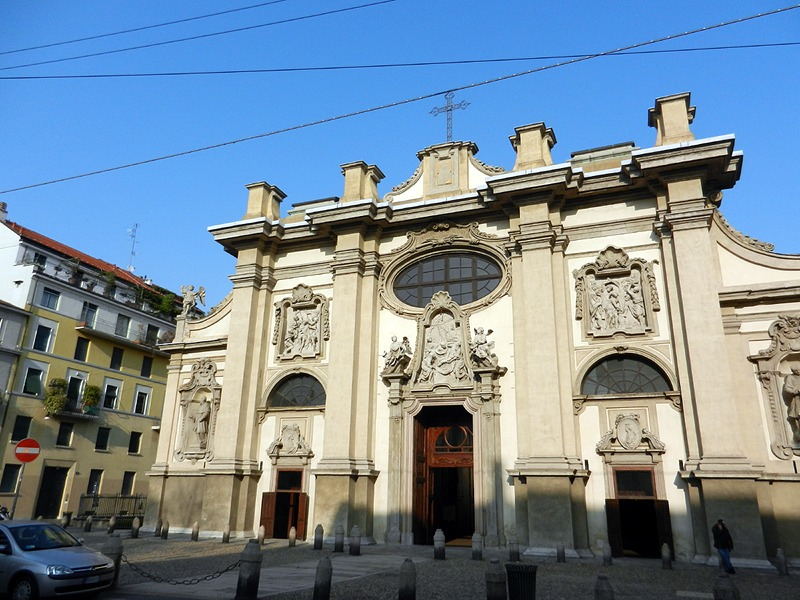
La facciata

Il completamento della facciata venne avviato alla fine del XVII secolo dallo scultore Giuseppe Rusnati, al quale sono dovute le sculture ed i rilievi che oggi si possono vedere, ispirati agli episodi della Passione di Cristo. Il completamento della parte alta non fu mai portato a termine e l'attuale è costituito da semplici basi con pianta a croce greca. La facciata, divisa in cinque campi, con i due laterali più bassi rispetto ai tre centrali, da semipilastri tuscanici, è decorata da bassorilievi marmorei. Sopra il portale centrale si trova la Deposizione di Cristo e, sopra il frontone di quest'ultimo, due statue di angeli. Sopra i portali laterali si trovano due ovali, uno con il Profilo di Cristo, sopra il portale di sinistra, e l'altro con il Profilo della Vergine, sopra il portale di destra. Sopra le lunette soprastanti i portali laterali vi sono Cristo alla colonna, sopra la lunetta di sinistra, e l'Incoronazione di spine, sopra la lunetta di destra.

#### Cupola

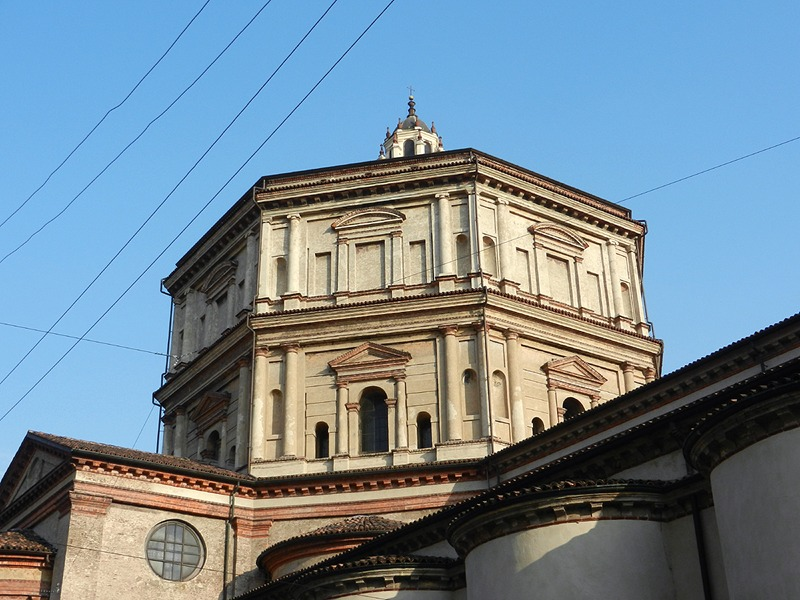
La cupola

Il complesso monumentale della tribuna, culminante con la cupola rivestita da un tamburo ottagonale, è attribuito al lodigiano Giovanni Battagio. All'esterno, il tamburo è rivestito da semicolonne su due ordini, tuscanico e ionico, alternate a nicchie e finestre, con decorazioni in cotto. Così come la tribuna di Santa Maria delle Grazie, che veniva edificata negli stessi anni da Bramante per collocarvi sotto la cupola, al centro, i monumenti funerari di Ludovico il Moro e Beatrice d'Este, anche la tribuna della Passione aveva inizialmente destinazione funeraria, in quanto nel mezzo della tribuna era originariamente collocato il mausoleo dei fratelli Daniele e Francesco Birago, oggi trasferito in una cappella laterale. Daniele Birago, consigliere ducale sforzesco e arcivescovo di Mitilene, fu il principale finanziatore della prima fase dei lavori della basilica.

### Interno

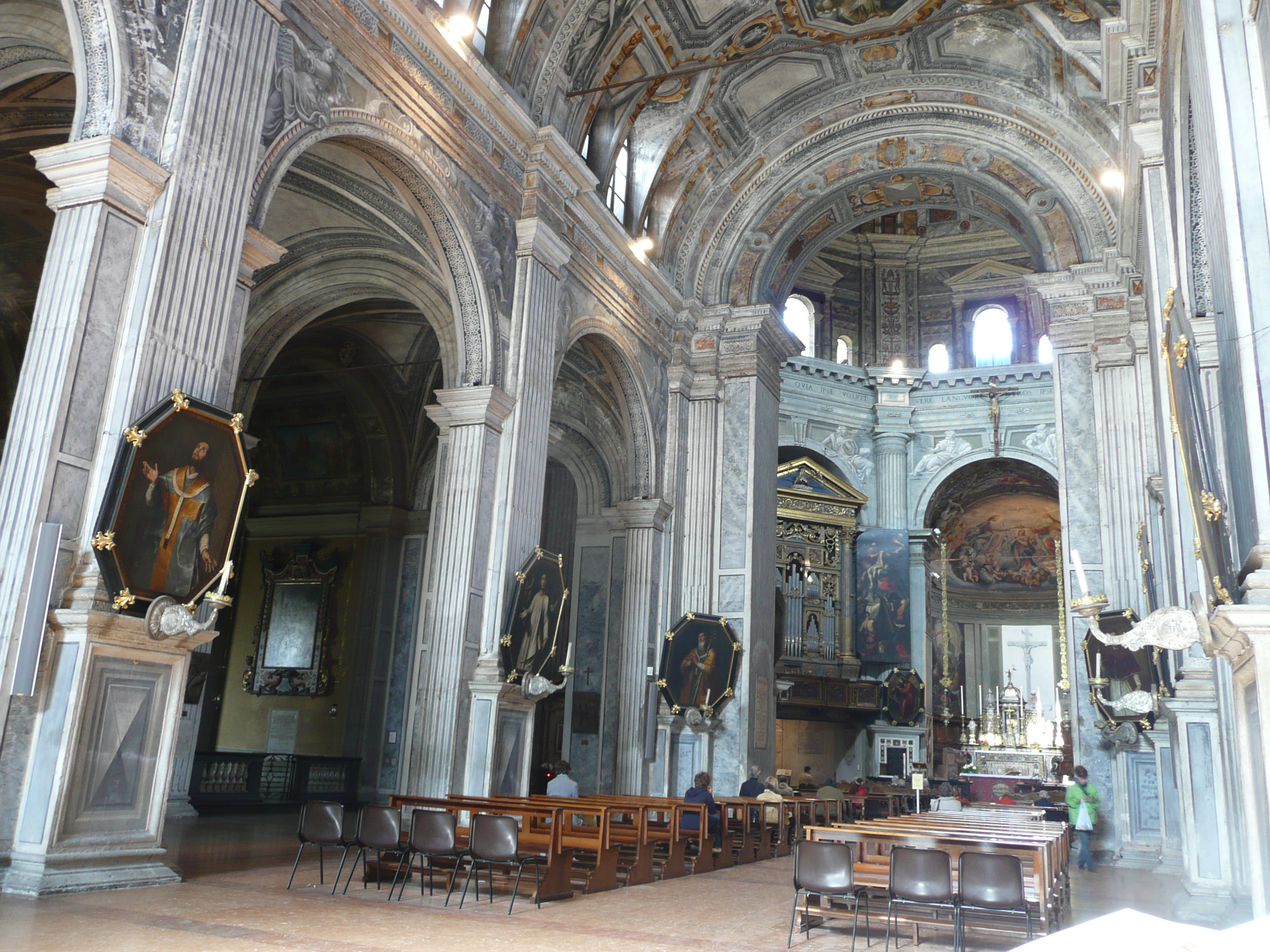
Interno

Le tre navate della chiesa non erano previste dal progetto originario del Battagio, che era invece articolato a pianta centrale. Furono aggiunte nella seconda metà del Cinquecento dagli architetti che si succedettero nella direzione del cantiere, i seregnesi Vincenzo Seregni e Martino Bassi, quest'ultimo allievo e successore del precedente.

#### Navata principale
Affreschi di Galberio, eseguiti alla fine del Cinquecento con delicati toni di grigio e oro, ricoprono la volta a botte.
Sui pilastri, tele ottagonali attribuite a Daniele Crespi e alla sua scuola, raffiguranti a mezza figura santi e personaggi celebri dell'Ordine Lateranense, un tempo nel refettorio del convento.

#### Cappelle della navata destra

##### Prima cappella
Fuga in Egitto e Bottega di Nazareth, tele di Tommaso Formenti, XVII secolo.

##### Terza cappella
Flagellazione, tela di Giulio Cesare Procaccini. La tela, posta sull'altare maggiore della cappella, proviene dallo scomparso monastero di Santa Prassede. Essa viene riferita dai critici alla prima fase artistica del Procaccini, di impronta tardomanierista, con una datazione al primo decennio del Seicento. In particolare la composizione, centrata sulla torsione della figura centrale del Cristo, contrapposta alle imponenti figure dei due aguzzini, risulta caratteristica del tardomanierismo lombardo di cui il pittore, con il fratello Camillo, era a quel tempo fra i maggiori esponenti. La forte carica drammatica ed emozionale, e il dinamismo plastico della scena, preludono invece agli sviluppi barocchi della loro arte.

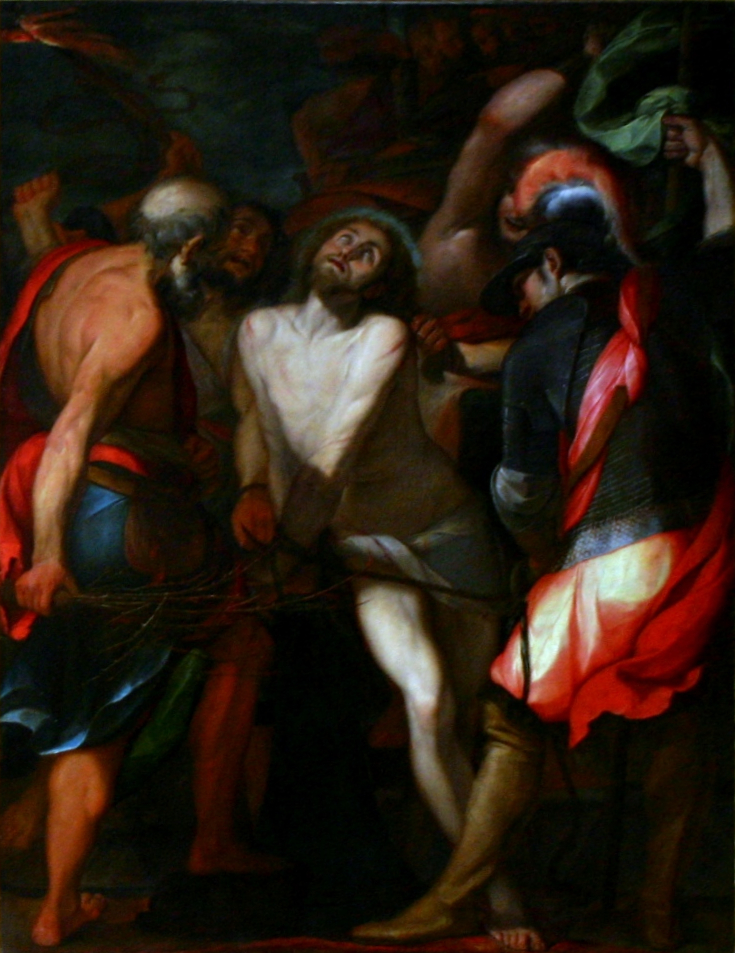
Giulio Cesare Procaccini
Cristo alla colonna

##### Quinta cappella
Madonna della Passione, affresco quattrocentesco. L'affresco ospitato sull'altare maggiore proviene dalla chiesetta abbattuta alla fine del Quattrocento per far posto all'attuale costruzione. L'immagine venne restaurata e ridipinta nei secoli successivi.

#### Ottagono centrale
Incoronazione di spine, sull'esterno delle ante dell'organo a destra, Flagellazione ed Ecce Homo, sull'interno delle ante, di Carlo Urbino.
Lavanda dei piedi sull'esterno delle ante dell'organo a sinistra, Crocefissione e Deposizione sull'interno delle ante, Capolavori di Daniele Crespi.

##### Cappella Taverna
La decorazione di questa cappella, che costituisce il transetto di destra, fu voluta dal gran cancelliere Taverna, appartenente ad una delle famiglie di spicco dell'aristocrazia milanese. Il ciclo pittorico che si svolge sull'arcone d'ingresso, sulla volta e sulle pareti fu commissionato nel 1560 al pittore cremasco Carlo Urbino, autore degli affreschi e delle figure e cornici a stucco che li contornano, dai tipici motivi manieristi. Al centro dell'arcone d'ingresso si trova lo stemma gentilizio dei Taverna, che ha nei due quarti un cane d'argento abbaiante contro una stella d'oro; al suo fianco, i primi episodi del ciclo della Passione, La resurrezione di Lazzaro, La cacciata dei mercanti dal tempio, La cacciata da Nazareth e La Maddalena. Seguono poi nei quattro riquadri della volta, contornati da delicate figure angeliche, L'orazione nell'orto, La cattura, Gesù davanti a Pilato e La salita al Calvario. Il ciclo si conclude nel catino absidale con gli episodi La resurrezione e Noli me tangere.

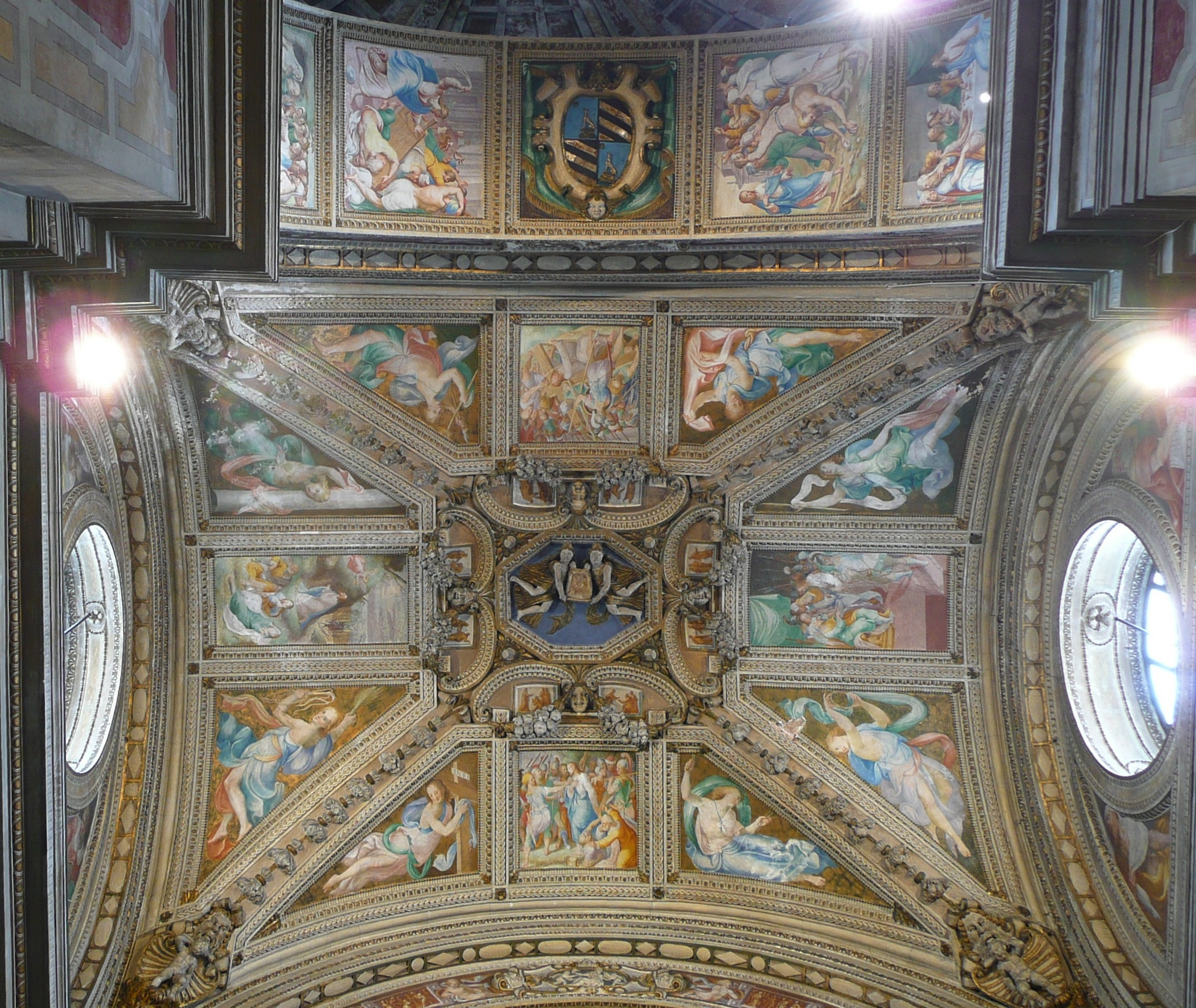
Carlo Urbino, Volta del transetto

L'ancona con la Deposizione, ospitata sull'altare, proviene dall'altare maggiore della chiesa, da dove fu tolta nel XVII secolo quando venne costruito quello attuale a marmi policromi. La tela è ospitata all'interno della monumentale cornice lignea cinquecentesca originale. La predella è decorata con i santi Piero e Paolo, ai lati, storie del ritrovamento della Vera Croce, mentre lo scomparto centrale fu oggetto di un recente furto. Due colonne a motivi vegetali sorreggono il timpano spezzato con la cimasa che ospita il Cristo risorto. La tela centrale con la deposizione dalla croce è attribuita al poco noto Bernardino Ferrari, del quale costituisce l'opera più importante pervenuta fino a noi. Il dipinto fu per molti anni attribuito a Bernardino Luini; sono affini ai modi del pittore luinese l'impostazione classica, la delicatezza della caratterizzazione delle figure, mentre il paesaggio sullo sfondo con la città turrita ricorda i misteriosi sfondi del Bramantino.
Ai quattro pilastri della cappella, tele con i dottori della chiesa Greca (Gregorio Nazianzeno, Giovanni Crisostomo, Basilio), di autore ignoto, mostrano una qualità nettamente inferiore alle altre quattro tele della cappella di fronte che ne completano la serie.

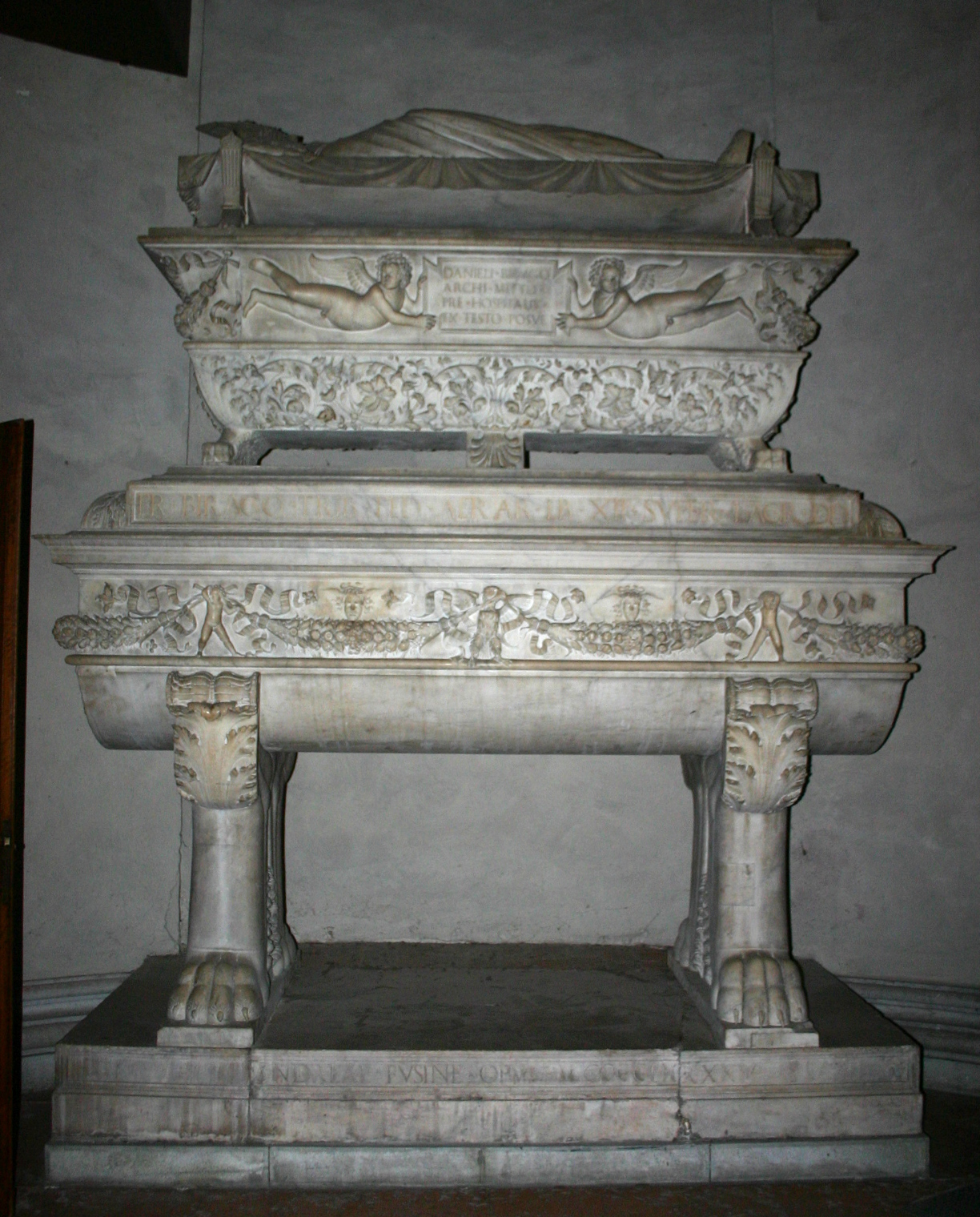
Andrea Fusina, Monumento funebre di Daniele Birago

##### Cappella Falcucci
La cappella contiene, sotto l'organo di destra, il monumento funebre di Daniele Birago, consigliere ducale alla corte sforzesca e arcivescovo di Mitilene, scolpito da Andrea Fusina da Campione, che alla data della sua realizzazione (1495) era collocato al centro dell'Ottagono, sotto la cupola, e trasferito poi in ossequio ai dettami della Controriforma, contrari all'erezione di monumenti funerari privati nelle chiese.

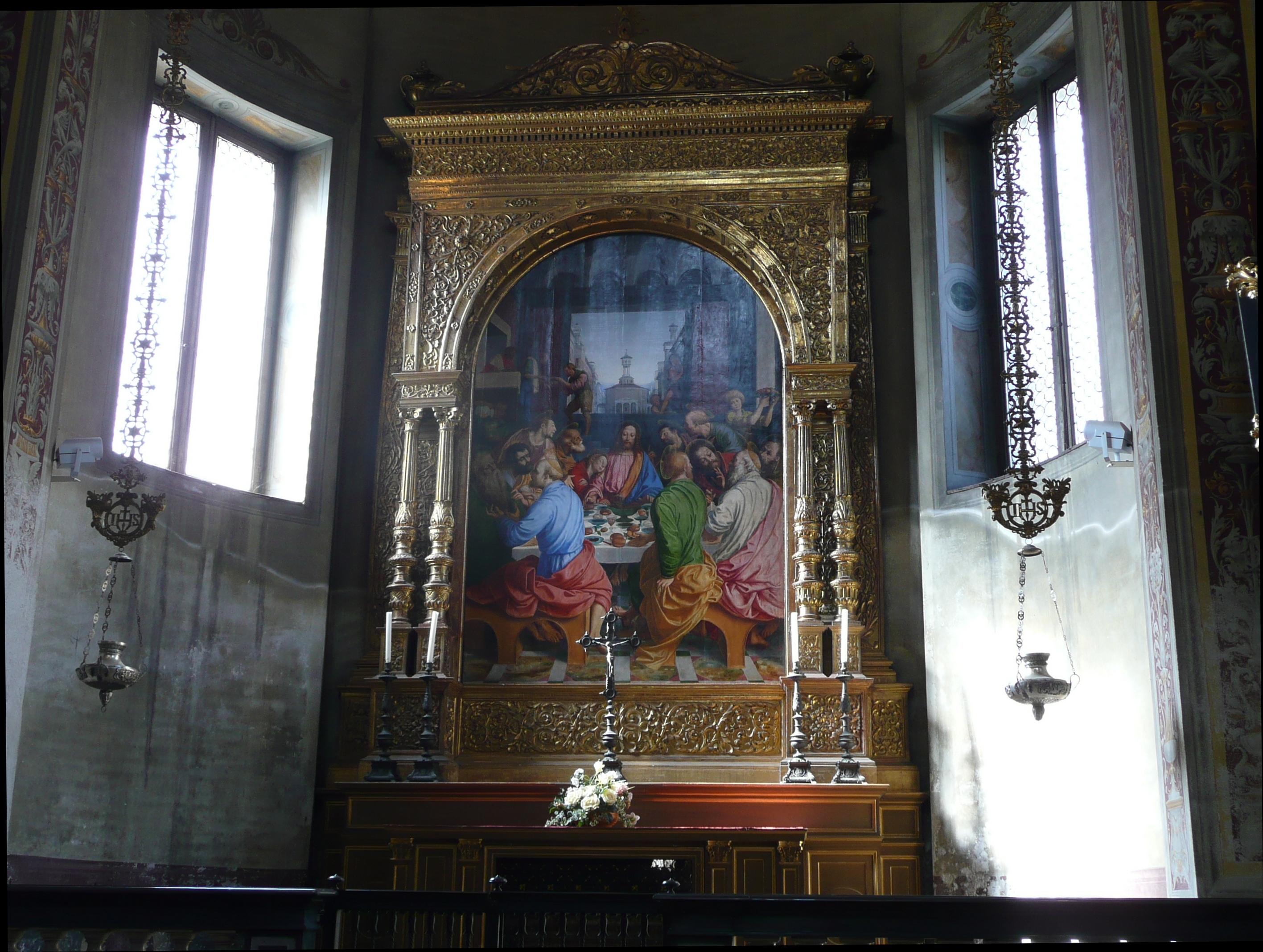
Gaudenzio Ferrari, Ultima cena

##### Transetto sinistro
L'altare principale ospita l'Ultima cena, capolavoro della maturità di Gaudenzio Ferrari, l'opera più celebre custodita nella basilica. Il dipinto fu molto apprezzato già dai contemporanei, che ne lodarono la maestà delle figure e il naturalismo delle espressioni, mostrando di sostenere bene l'impegnativo confronto con il Cenacolo Vinciano di Santa Maria delle Grazie, di cinquant'anni precedente. Essa è anche l'unica opera di Gaudenzio citata dal Vasari nelle sue vite, con toni lusinghieri:
(Giorgio Vasari, Le vite de' più eccellenti pittori, scultori e architettori,edizione torrentiniana, 1550 e 1568)
Numerose copie ne vennero eseguite nel tempo; a Milano è custodita in San Nazaro quella del Lanino. L'opera, oltre che distinguersi per la ricerca fisiognomica e psicologica delle figure, sulla scia vinciana, è caratterizzata anche dal curioso sfondo con l'improbabile edificio a pianta centrale, che ricorda le opere di Bramantino. La monumentale cornice dorata è l'originale, commissionata insieme al dipinto dal priore Aurelio da Milano nel 1544.

Sono altresì notevoli, nella medesima cappella, le quattro tele di Giuseppe Vermiglio 
con I quattro dottori della Chiesa, di impronta caravaggesca.

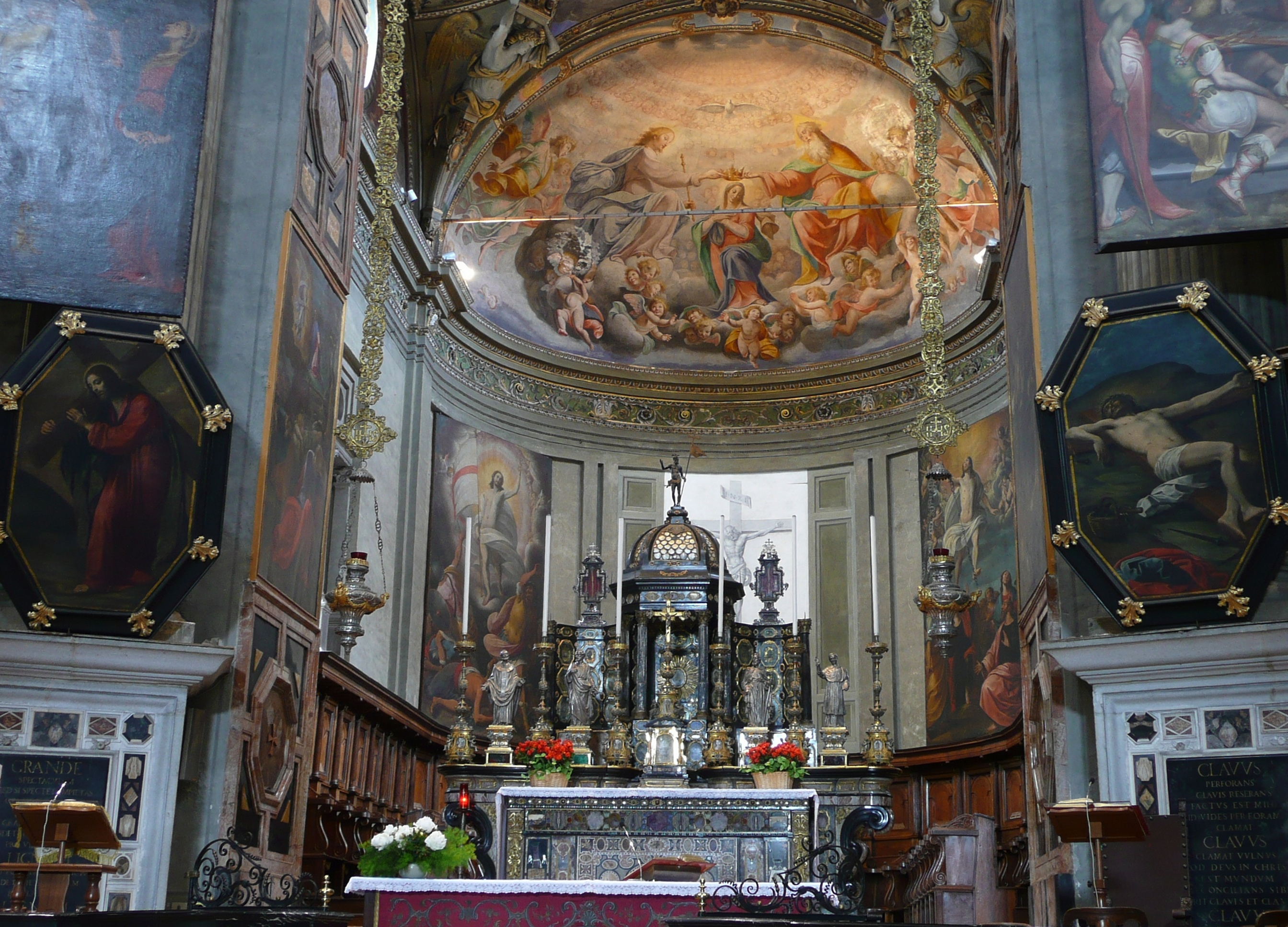
Abside e altare maggiore

##### Abside
L'abside ospita il coro con ventinove stalli intarsiati attribuito a Cristoforo solari, due tele con La Resurrezione e L'Ascensione, e L'Incoronazione della Vergine, affresco nel catino absidale di Panfilo Nuvolone raffigurante la Vergine incoronata dalla Trinità, attorniata da quattro profeti e quattro sibille. Questi ultimi rappresentano i temi che costituiscono la conclusione del ciclo della passione, quale vittoria sul dolore e sulla morte.
L'altare fu rifatto nel Seicento, quando venne spostata la pala con la deposizione oggi nel transetto destro. Esso è un'opera barocca, costituita da un paliotto decorato da pietre dure e marmi policromi, sormontato da un tempietto ornato da medaglioni in onice dipinti dal Cerano e da Giulio Cesare Procaccini.

#### Organi a canne
Sulla cantoria alla destra del presbiterio, si trova l'organo a canne Mascioni opus 1155, costruito nel 2001 utilizzando la cassa del preesistente strumento barocco. L'organo, ideato appositamente per il repertorio barocco tedesco, è a trasmissione meccanica, con due tastiere e pedaliera, per un totale di 28 registri.
Sulla cantoria simmetrica, invece, si trova un organo a canne barocco del XVII secolo, restaurato nel 1985 dalla ditta Mascioni. Lo strumento è a trasmissione meccanica, con 14 registri su unico manuale e pedale.

#### Cappelle della navata sinistra

##### Prima cappella
Alla parete destra il Digiuno di san Carlo Borromeo, capolavoro di Daniele Crespi. Il dipinto rappresenta una delle opere migliori del Crespi, e contemporaneamente una delle rappresentazioni più celebri del santo. La tela è caratterizzata da una composizione semplice e da una forte carica emozionale, in piena osservanza dei dettami della controriforma in materia di pittura. Dalla folta oscurità dello sfondo emergono solamente la figura del santo, il tavolino su cui sono posti solamente il libro di preghiere e il frugalissimo pasto, e l'altare con il crocefisso. Gli elementi sono illuminati da una luce violenta, e resi con crudo realismo evidente nella natura morta della cena e nelle lacrime che rigano il volto del vescovo, creando una scena dal forte contenuto ascetico. 

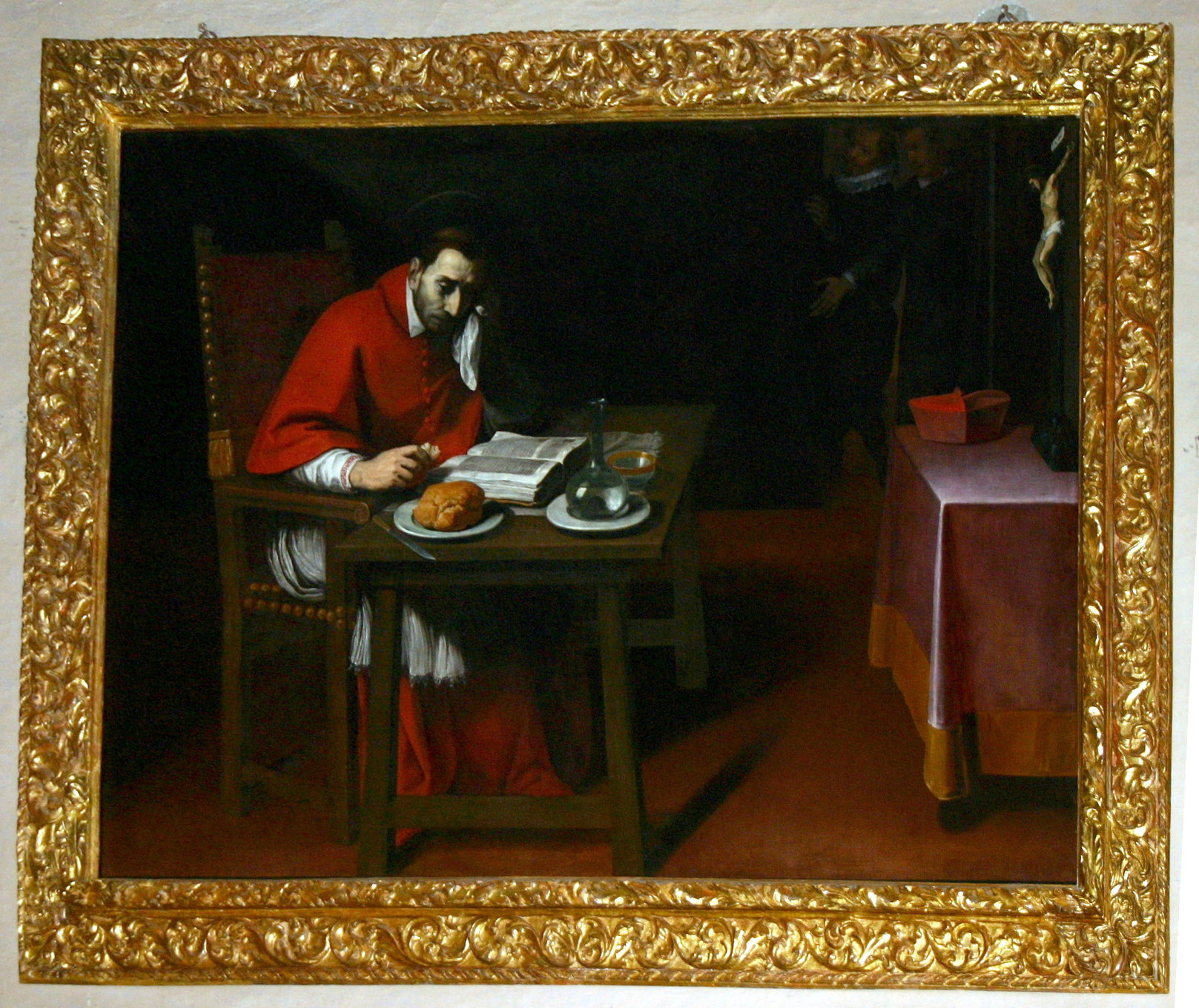
Daniele Crespi, Il digiuno di san Carlo

Sull'altare principale, Madonna con il Bambino e sante, di Simone Peterzano

##### Seconda cappella
Cavalieri duellanti entro spazi architettonici, affresco attribuito a Gherardini e Castelli, voluti dalla Baronessa Brebbia in onore del figlio Carlo da Vattevil, maestro di campo del re di Spagna.

##### Terza cappella
San Giovanni Battista di Paolo Camillo Landriani detto Il Duchino, firmato e datato 1602.

##### Quinta cappella
San Francesco d'Assisi riceve le stimmate, tela attribuita a Camillo Procaccini

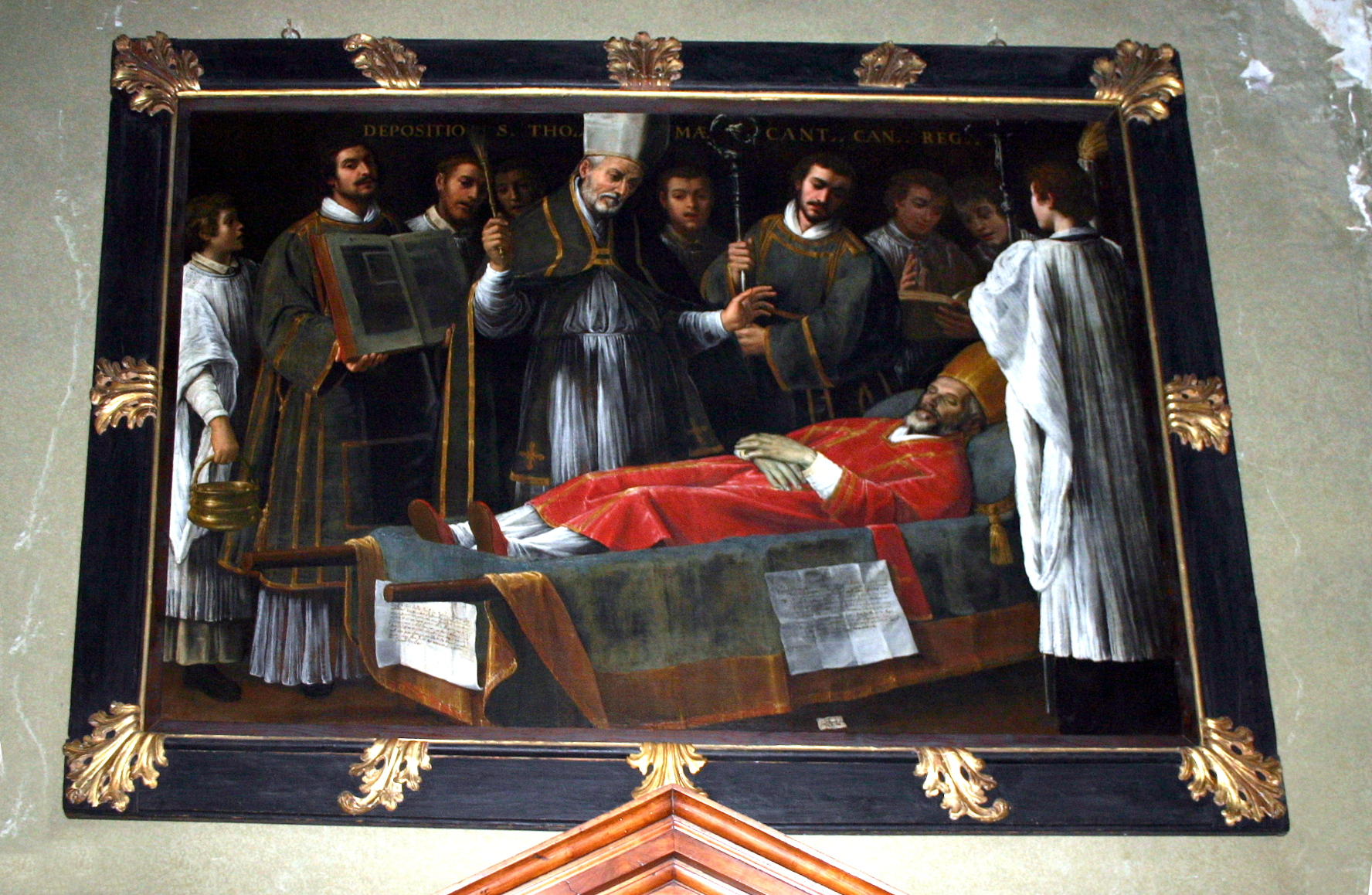
Giuseppe Vermiglio, Deposizione di san Tommaso Becket

Deposizione di san Tommaso Becket, tela di Giuseppe Vermiglio. Si tratta di una delle opere migliori dell'artista, originario di Alessandria. L'opera, firmata e datata 1625, mostra chiare influenze caravaggesche nel realismo dei volti e negli effetti di luce vibrante sulle bianche vesti dei chierici. Nella monumentalità delle figure sono invece ravvisate influenze dello spagnolo Zurbaran.

##### Sesta cappella
Assunzione della Vergine, tela di Simone Peterzano.
Salita al Calvario, di Pietro Bacchi da Bagnara.

### La sala capitolare
Uno dei capolavori della chiesa è la sala capitolare, decorata da un monumentale ciclo pittorico di Ambrogio Bergognone (1510-1515 circa) con tavole, affreschi (Cristo e gli apostoli alle pareti; Santi e papi appartenenti all'ordine dei canonici lateranensi nelle lunette; grottesche e cielo stellato nella volta).

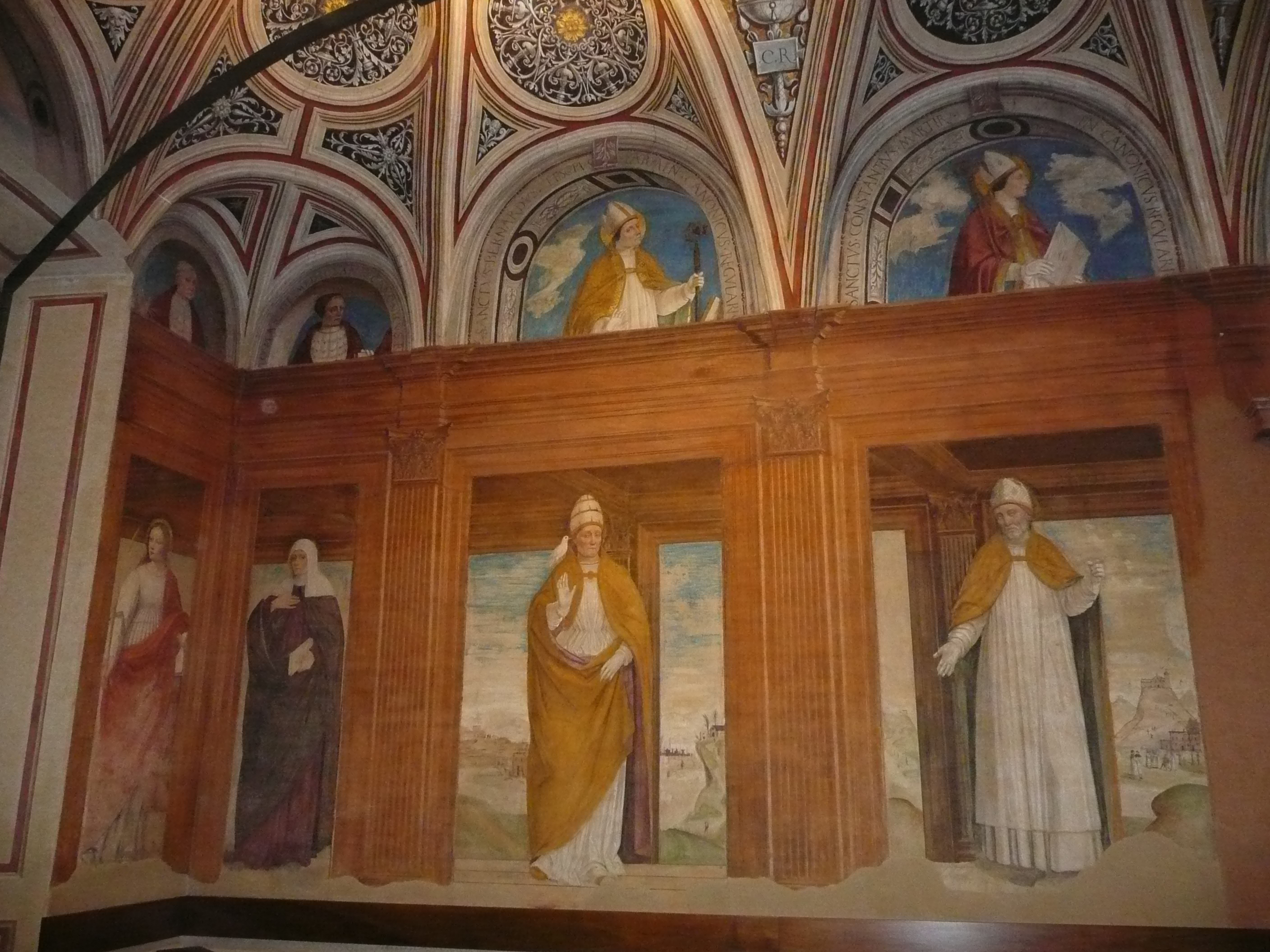
Sala capitolare, affreschi di Bergognone

Nell'antico refettorio era un tempo conservato l'affresco con il Sacrificio di Melchisedec di Giovan Paolo Lomazzo, oggi perduto.

### Il convento
Il convento, già sede dei canonici lateranensi, è oggi occupato dalle aule del conservatorio Giuseppe Verdi

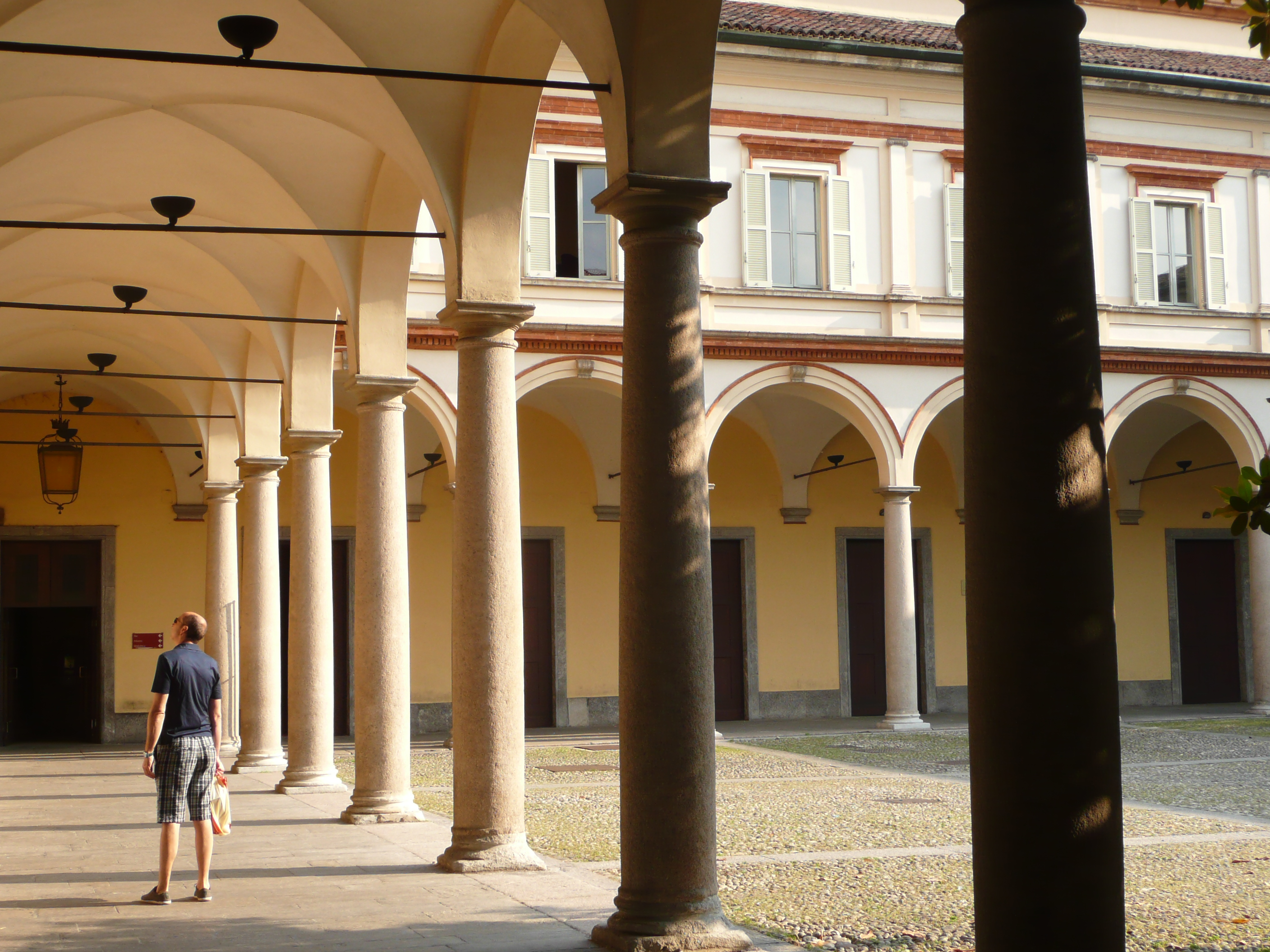
Cortile del conservatorio Giuseppe Verdi, ex chiostro del convento

### Dipinti
- Daniele Crespi - Digiuno di san Carlo Borromeo
- Simone Peterzano - L'Annunciazione
- Simone Peterzano - L'Assunzione
- Gaudenzio Ferrari - L'ultima cena
- Bernardino Ferrari - La Pietà
- Antonio Campi - La Crocifissione
- Ambrogio Figino - Cristo nell'orto
- Daniele Crespi, Carlo Urbino - Ante d'organo